# What Price Glory? (película de 1926)
What Price Glory? (El precio de la gloria en castellano) es una comedia-romántica protagonizada por Victor McLaglen, Dolores del Río y Edmund Lowe. Dirigida por Raoul Walsh. Fue estrenada el 23 de noviembre de 1926 en Estados Unidos y significó un enorme éxito en taquilla.

## Argumento
Flagg y Quirt son dos sargentos veteranos del Cuerpo de Marines de los Estados Unidos cuya rivalidad se remonta a varios años atrás. Flagg, por encargo de un Capitán, está al mando de una compañía en la primera línea de Francia durante la Primera Guerra Mundial. Quirt es asignado a la unidad de Flagg como el principal suboficial. Flagg y Quirt rápidamente reanudan su rivalidad, que esta vez toma su forma a través de los afectos de Charmaine, la hija del posadero local. Sin embargo, el deseo de Charmaine de un marido y la realidad de la guerra dan a los dos hombres una causa común.

## Producción
La película fue dirigida por Raoul Walsh y lanzada como una película muda por Fox Film Corporation el 23 de noviembre de 1926 en los EE. UU., con una duración de 116 minutos. El 21 de enero de 1927, un cortometraje de la cantante Raquel Meller fue mostrado antes de su función en el Sam H. Harris Theater de Nueva York. El cortometraje, no del todo sincronizado, fue la primera presentación pública de una película en el sistema de sonido de la Fox,  Movietone. En enero de 1927, Fox relanzó What Price Glory? sincronizados con efectos de sonido y música en el sistema Movietone.
Parte de su fama se centra en el hecho de que los personajes pueden ser vistos hablando groserías, que no se reflejan en los intertítulos, pero que puede ser descifrado por lectura labial. El estudio fue inundado con informes, llamadas y cartas de estadounidenses enfurecidos, incluidas personas sordas, a quienes captar la blasfemia viva entre Quirt y el capitán Flagg era extremadamente ofensivo.
En la versión de Broadway de 1924, Flagg y Quirt fueron interpretados por Louis Wolheim y William "Stage" Boyd.

## Reparto
- Edmund Lowe ... Quirt
- Victor McLaglen ... Capitán Flagg
- Dolores del Río ... Charmaine de la Cognac
- William V. Mong ... Pete Cognac
- Phyllis Haver ... Shanghai Mabel
- Elena Jurado ... Carmen, chica filipina
- Leslie Fenton ... teniente Moore
- Barry Norton ... Lewisohn Private

## Secuelas
- Cock-Eyed World (1928) (dirigida por Raoul Walsh)
- Women of All Nations (1931) (dirigida por Raoul Walsh)
- The Stolen Jools (1931) (cameo)
- Hot Pepper (1933)

Lowe y McLaglen interpretaron a dos marines similares en la cinta de la RKO Radio Pictures Call out the Marines (1942).

## Otras versiones
Una segunda versión se realizó en 1952, protagonizada por James Cagney.